# Feuer (Hohlbein)
Feuer ist ein erstmals 2004 erschienener Thriller mit Horror- und Phantastikelementen von Wolfgang Hohlbein und nach Flut sein zweiter Apokalypse-Thriller.

## Handlung
In Köln kommt es zu einer Reihe mysteriöser Brände, für deren Ursache niemand eine Erklärung findet. Der Autodieb Will Lokkens hat derweil andere Probleme: Kaum hat er ein weiteres Auto geknackt, fährt er ein kleines verschrecktes Mädchen an. Als er diesem in eine ausgebrannte Villa folgt, wird er von Unbekannten attackiert und muss mitansehen, wie sie das Mädchen in ihre Gewalt bringen. Nachdem Will seinen Auftrag erledigt und das gestohlene Auto dem stadtbekannten Hehler und Bordellbesitzer Georg überbringt, ereignet sich ein Fahrzeugbrand, dem das Auto der Entführer zum Opfer fällt. Am nächsten Tag sucht das Mädchen, das ihren Entführern vor Ausbruch des Fahrzeugbrandes entkommen konnte und sich als Duffy vorstellt, Unterschlupf bei Will, der kurz darauf auch einen Besuch zweier Kripo-Beamten bekommt.
Plötzlich erscheint eine blonde Frau, die Will und die Polizeibeamten mit einem Elektroschocker außer Gefecht setzt und Duffy entführt, als das Haus plötzlich von einer erdbebengleichen Erschütterung erfasst wird; der Beginn eines Lavaausbruchs mitten in Köln, dem Hauptkommissar Reimann und sein Kollege zum Opfer fallen und dem Will gerade noch entkommen kann. Zuflucht findet er bei Georg, der ihn prompt an die blonde Entführerin verraten will. Nach geglückter Flucht nimmt Will die Verfolgung von Duffy und den Entführern auf und stellt sie, nur um herauszufinden, dass hinter der Entführung seine ehemalige Freundin Martina steht, die inzwischen durch die Ehe mit ihrem inzwischen verstorbenen Mann reich geworden ist. Diese offenbart ihm, dass Duffy nicht nur ihre, sondern auch seine Tochter ist, die eine übernatürliche Begabung hat, Feuer zu legen. Als Duffy erneut ein Feuer legt und flieht, wird sie von Georgs Schlägern, die hinter Will her waren, entführt.
Mit dem Lösegeld im Gepäck fährt Will nach Köln, in dem sich die Feuersbrünste häufen. In den Katakomben der Stadt kommt es zum Finale: Georg ginge es gar nicht ums Geld, sondern um ein Artefakt aus längst vergangener Zeit, das Wieland der Schmied mit Hilfe des Drachenfeuers, das Loki den Menschen brachte und nun Köln heimsucht, geschaffen hat und das Drachenfeuer kontrollieren kann. Georg offenbart Will, dass er der letzte Erbe der Schmiedergilde Wielands ist und er, Georg, ein Nachfahre Fenrirs dem Wolfsgesichtigen, der schon seit Anbeginn der Zeit nach dem Ring Niduds trachtet, um das Drachenfeuer kontrollieren zu können. Nun machen die Visionen von Feuerkatastrophen vergangener Zeiten, die Will seit seiner Kindheit plagen, Sinn. Mit Duffys Hilfe bezwingt Will seinen Gegenspieler Georg und verhindert den Untergang Kölns.

## Hintergrund
Hohlbein zitiert in dem Roman aus germanischen Götter- und Heldensagen. So sind Fenrir, der Feuergott Loki und der Weltenbrand, der in Feuer heraufbeschworen wird, Elemente der germanischen Mythologie.

## Ausgaben
- Hohlbein, Wolfgang: Feuer Weltbild, 2004
- Hohlbein, Wolfgang: Feuer Knaur Taschenbücher, Januar 2006